# Spiritualizing the Senses
Spiritualizing the Senses è un album in studio del pianista jazz statunitense Horace Silver, pubblicato nel 1983.

## Tracce
1. Smelling Our Attitude
2. Seeing with Perception
3. The Sensitive Touch
4. Exercising Taste and Good Judgement
5. Hearing and Understanding
6. Moving Forward with Confidence

## Formazione
- Horace Silver - piano
- Eddie Harris - sassofono tenore
- Bobby Shew - tromba
- Ralph Moore - sassofono tenore
- Bob Maize - basso
- Carl Burnette - batteria